# París-Niça 1988
La París-Niça 1988 fou la 46a edició de la París-Niça. És un cursa ciclista que es va disputar entre el 8 i el 13 de març de 1988. La cursa fou guanyada per l'irlandès Sean Kelly de l'equip Kas-Canal 10 per davant de Ronan Pensec (Z-Peugeot) i Julián Gorospe (Reynolds).
Kelly guanya la seva setena i darrera París-Niça convertint-se en el corredor amb més victòries en la prova fins al dia d'avui.
El tradicional pròleg és eliminat, ja que els reglaments de l'UCI no permet més de 6 dies de competició. En el seu lloc es fa una Challenge París-Niça. Aquesta exhibició és una contrarellotge per equips la qual decideix qui porta el mallot blanc de líder durant la primera etapa. L'honor recau en Jean-François Bernard.
Stephen Roche pren part en aquesta Challenge i en la presentació de l'endemà però al final no disputa la prova sent substituït per Eddy Schepers. Aquest esdeveniment només el recull el diari Sport. Això provoca que el diari oficiòs de la prova, France-Soir, trenqui relacions amb l'organització des de 1989.

## Participants
En aquesta edició de la París-Niça hi preneren part 156 corredors dividits en 18 equips: Kas-Canal-10, Z-Peugeot, Reynolds, Toshiba, Système U, Carrera Jeans-Vagabond, Fagor-MBK, Hitachi-Bosal, Teka, R.M.O.-Mavic-Liberia, Pansonic-Isostar, B.H. Sport, 7 Eleven, Sigma-Fina, ADR-Mini-Flat-Enerday, Malvor-Bottecchia-Sidi i els equips nacionals amateurs de Suïssa i el Japó. La prova l'acabaren 122 corredors.

## Resultats de les etapes
| Etapes              | Data       | Recorregut                           | Km     | Vencedor d'etapa | Líder de la general |
| ------------------- | ---------- | ------------------------------------ | ------ | ---------------- | ------------------- |
| 1a etapa            | 8 de març  | Villefranche-sur-Saône-Saint-Étienne | 194 km | Sean Yates       | Sean Yates          |
| 2a etapa            | 9 de març  | Saint-Étienne-Valréas                | 200 km | Soren Lilholt    | Sean Yates          |
| 3a etapa            | 10 de març | Salon-de-Provence-Mont Faron         | 179 km | Andy Hampsten    | Sean Yates          |
| 4a etapa            | 11 de març | Toló-Saint-Tropez                    | 175 km | Etienne de Wilde | Sean Kelly          |
| 5a etapa            | 12 de març | Saint-Tropez-Mandelieu-la-Napoule    | 167 km | Patrice Esnault  | Sean Kelly          |
| 6a etapa, 1r sector | 13 de març | Mandelieu-la-Napoule-Niça            | 100 km | Andreas Kappes   | Sean Kelly          |
| 6a etapa, 2n sector | 13 de març | Niça-Coll d'Èze (CRI)                | 10 km  | Sean Kelly       | Sean Kelly          |

## Etapes

### 1a etapa
8-03-1988. Villefranche-sur-Saône-Saint-Étienne, 194 km.
|   | Ciclista         | Equip      | Temps      |
| - | ---------------- | ---------- | ---------- |
| 1 | Sean Yates       | Fagor-MBK  | 5h 37' 10" |
| 2 | Bruno Wojtinek   | Z-Peugeot  | + 2' 12"   |
| 3 | Etienne de Wilde | Sigma-Fina | m. t.      |

### 2a etapa
9-03-1988. Saint-Étienne-Valréas 200 km.
|   | Ciclista         | Equip        | Temps      |
| - | ---------------- | ------------ | ---------- |
| 1 | Soren Lilholt    | Sigma-Fina   | 4h 47' 10" |
| 2 | Sean Kelly       | Kas-Canal 10 | + 1' 12"   |
| 3 | Etienne de Wilde | Sigma-Fina   | m. t.      |

### 3a etapa
10-03-1988. Salon-de-Provence-Mont Faron 179 km.
Al final d'etapa, l'organització li dona el mallot blanc a Sean Kelly fins que els comissaris es donen compte que Sean Yates ha pogut mantindre el liderat.
|   | Ciclista      | Equip        | Temps      |
| - | ------------- | ------------ | ---------- |
| 1 | Andy Hampsten | 7 Eleven     | 4h 50' 47" |
| 2 | Sean Kelly    | Kas-Canal 10 | + 27"      |
| 3 | Pascal Simon  | Z-Peugeot    | m. t.      |

### 4a etapa
11-03-1988. Toló-Saint-Tropez, 175 km.
Ara sí, Sean Yates perd el maillot blanc en favor de Sean Kelly.
|   | Ciclista         | Equip                 | Temps      |
| - | ---------------- | --------------------- | ---------- |
| 1 | Etienne de Wilde | Sigma-Fina            | 4h 32' 10" |
| 2 | Sean Kelly       | Kas-Canal 10          | m. t.      |
| 3 | Janusz Kuum      | ADR-Mini-Fiat-Enerday | m. t.      |

### 5a etapa
12-03-1988. Saint-Tropez-Mandelieu-la-Napoule, 167 km.
|   | Ciclista        | Equip                 | Temps      |
| - | --------------- | --------------------- | ---------- |
| 1 | Patrice Esnault | R.M.O.-Mavic-Liberia  | 4h 47' 09" |
| 2 | Bruno Cornillet | Z-Peugeot             | + 10"      |
| 3 | Eddy Planckaert | ADR-Mini-Fiat-Enerday | + 15"      |

### 6a etapa, 1r sector
13-03-1988. Mandelieu-la-Napoule-Niça, 100 km.
|   | Ciclista               | Equip      | Temps      |
| - | ---------------------- | ---------- | ---------- |
| 1 | Andreas Kappes         | Toshiba    | 2h 29' 35" |
| 2 | Malcolm Elliott        | Fagor-MBK  | m. t.      |
| 3 | Manuel Jorge Domínguez | B.H. Sport | m. t.      |

### 6a etapa, 2n sector
13-03-1988. Niça-Coll d'Èze, 10 km. CRI
|   | Ciclista       | Equip        | Temps   |
| - | -------------- | ------------ | ------- |
| 1 | Stephen Roche  | Kas-Canal 10 | 20' 11" |
| 2 | Ronan Pensec   | Z-Peugeot    | + 2"    |
| 3 | Julián Gorospe | Reynolds     | + 11"   |

## Classificacions finals

### Classificació general
|    | Ciclista       | Equip                 | Temps       |
| -- | -------------- | --------------------- | ----------- |
| 1  | Sean Kelly     | Kas-Canal 10          | 27h 27' 01" |
| 2  | Ronan Pensec   | Z-Peugeot             | + 18"       |
| 3  | Julián Gorospe | Reynolds              | + 36"       |
| 4  | Pascal Simon   | Système U             | + 1' 20"    |
| 5  | Laurent Fignon | Système U             | + 2' 08"    |
| 6  | Luc Leblanc    | Toshiba               | + 2' 46"    |
| 7  | Peter Hilse    | Teka                  | + 2' 52"    |
| 8  | Álvaro Pino    | B.H. Sport            | m. t.       |
| 9  | Robert Millar  | Fagor-MBK             | + 3' 03"    |
| 10 | Janusz Kuum    | ADR-Mini-Fiat-Enerday | + 3' 30"    |

## Evolució de les classificacions
| Etapa (Vencedor)                     | Classificació general |
| ------------------------------------ | --------------------- |
| 0Etapa 1 (Sean Yates)                | Sean Yates            |
| 0Etapa 2 (Soren Liholt)              | Sean Yates            |
| 0Etapa 3 (Andy Hampsten)             | Sean Yates            |
| 0Etapa 4 (Etienne de Wilde)          | Sean Kelly            |
| 0Etapa 5 (Patrice Esnault)           | Sean Kelly            |
| 0Etapa 6, 1r sector (Andreas Kappes) | Sean Kelly            |
| 0Etapa 6, 2n sector (Sean Kelly)     | Sean Kelly            |